# Annick Dumont
Pour les articles homonymes, voir Dumont.
Annick Dumont, née le 14 février 1960 à Montreuil, Seine aujourd'hui département de Seine-Saint-Denis, est une entraîneuse française de patinage artistique, également consultante sportive pour la télévision.

## Entraîneur
Après  avoir fait ses études à l’INSEP jusqu’en 1982, Annick Dumont rejoint le centre de Champigny-sur-Marne où elle officie au pôle d'entraînement de la patinoire. Elle travaille en collaboration avec de nombreux entraîneurs à ses côtés au cours de sa carrière, comme Didier Gailhaguet. 
Elle entraîne des garçons ou des filles qui patinent en catégorie individuelle du patinage artistique. Les patineurs les plus connus qu'elle a entraînés sont : Éric Millot, Marie-Pierre Leray, Laëtitia Hubert, Nicolas Pétorin, Laurent Tobel, Romain Gazave, Francis Gastellu, Stanick Jeannette, Gabriel Monnier, Vincent Restencourt, Frédéric Dambier, Alban Préaubert, Florent Amodio ou Romain Ponsart.

## Commentatrice sportive
Elle commence sa carrière de commentatrice pour France Télévisions aux championnats de France de danse sur glace en novembre 1992 aux côtés du journaliste sportif Nelson Monfort. 
Après que TF1 a acquis le monopole du patinage pour la télévision française, elle officie aux côtés de Roger Zabel et Anne-Sophie de Kristoffy de 1994 à 1999.
Annick Dumont revient en 2000 comme commentatrice sportive pour France Télévisions toujours aux côtés de Nelson Monfort. Philippe Candeloro les rejoint à partir de novembre 2005 lors du Trophée de France jusqu'en 2024. À partir de la saison 2024/2025, elle continue de co-présenter le patinage sur France Télévisions, mais avec la danseuse sur glace Nathalie Péchalat et la journaliste Marie-Christelle Maury.

## Vie privée
Elle a été mariée à Gilles Beyer (en 1978) et à Didier Gailhaguet (de 1986 à 2005). Elle est encore parfois connue sous le nom d'Annick Gailhaguet.